# Alan Kardec (futebolista)
Alan Kardec de Souza Pereira Júnior (Barra Mansa, 12 de janeiro de 1989) é um futebolista brasileiro que atua como centroavante. Atualmente joga no Athletico Paranaense.
Em 2014, conseguiu um feito inédito: tornou-se o primeiro jogador a marcar gols contra os quatro grandes clubes paulistas num mesmo ano.

## Carreira

### Vasco da Gama
Alan Kardec chegou às categorias de base do Vasco da Gama no ano de 2000. Em 2007, conseguiu uma vaga na equipe principal do clube Cruzmaltino, realizando sua estreia numa vitória sobre o Fast Clube de Manaus, pela Copa do Brasil, no dia 14 de fevereiro. Seu primeiro gol como profissional aconteceu num empate contra o Botafogo, válido pela Taça Rio, em 11 de abril do mesmo ano. Já pelo Campeonato Brasileiro, o atacante fez uma boa campanha pela equipe do Vasco, marcando oito gols em 26 jogos.

### Internacional
Em 3 de setembro de 2009, Alan Kardec foi emprestado ao Internacional até maio de 2010, com a opção de compra por três milhões de reais.

### Benfica
Em 22 de dezembro de 2009, foi confirmada a sua venda ao Benfica, de Portugal, por seis milhões de reais, que equivaliam a 2,36 milhões de euros na época. Logo em sua chegada, Alan Kardec foi comparado ao também brasileiro Jardel, centroavante ídolo do Porto. Estreou em 24 de janeiro de 2010, na vitória por 2–1 sobre o Rio Ave, num jogo da Taça da Liga em que acertou duas bolas na trave na mesma jogada.
No dia 18 de março de 2010, Kardec entrou para a história do Benfica ao marcar o centésimo gol da temporada, que deu ao clube a passagem para as quartas de final da Liga Europa, contra o Olympique de Marseille.
Na temporada 2010–11, participou em 24 jogos da equipe e marcou seis gols, sendo um deles diante do Lyon na Liga dos Campeões da UEFA.
Já na temporada 2012–13, retornou do empréstimo do Santos e foi utilizado na equipa B do Benfica, realizando nove jogos e marcando quatro gols. Na equipe principal do Benfica, atuou em apenas três jogos da Primeira Liga, contabilizando apenas 32 minutos.
Marcou o último gol pelo Benfica no dia 9 de janeiro de 2013, numa vitória por 3–2 contra a Académica de Coimbra, em jogo válido pela Taça da Liga.

### Santos
Em 11 de julho de 2011, Alan Kardec assinou com o Santos. Chegou como um reforço para o Brasileirão daquele ano, para jogar ao lado de Borges e Neymar no ataque. Marcou seu primeiro gol contra o Bahia, de voleio, dando a vitória para a equipe alvinegra. No Campeonato Paulista de 2012, Alan Kardec jogou como titular nas partidas finais da competição e marcou dois gols na final vencida pelo Santos, em 13 de maio, um 4–2 sobre o Guarani, tornando-se campeão paulista daquele ano. Após jogar as semifinais da Copa Libertadores de 2012 pelo Santos, voltou ao Benfica, devido ao fim do seu empréstimo.

### Palmeiras
Foi anunciado, em 27 de junho de 2013, o empréstimo de Alan Kardec por um ano ao Palmeiras, que ganhou a opção de comprá-lo quando o contrato chegasse no seu final. A contratação do jogador era desejada pela diretoria alviverde desde março.
Marcou o seu primeiro gol com a camisa do novo clube no dia 30 de julho, em uma goleada por 4–0 diante do Icasa, no Estádio do Pacaembu. Em 6 de agosto, durante uma partida difícil contra o São Caetano, Alan Kardec marcou um belo gol, em que driblou vários jogadores da equipe adversária desde o meio-de-campo, tendo o jogo terminado com o placar de 2–1 para o Palmeiras.
Em sua estreia na temporada de 2014, contra o Linense, quando a partida ainda estava 1–1, Alan Kardec marcou o gol da virada, pela primeira rodada do Campeonato Paulista. Esta atuação acabou desencadeando uma série de boas exibições e gols decisivos pelo Palmeiras, como os que marcou contra São Paulo, Corinthians e Santos.

### São Paulo
Na noite de 26 de abril de 2014, Alan reuniu-se com o presidente do Palmeiras, Paulo Nobre, e avisou-o que iria se transferir para o São Paulo, tendo ainda dito que sua decisão já estava tomada e não teria volta. O presidente do Tricolor, Carlos Miguel Aidar, confirmou a informação, dizendo, em rápido contato telefônico com a reportagem do GloboEsporte.com, que o atacante já era do São Paulo. Kardec ficou muito decepcionado com a condução de sua renovação por parte da diretoria alviverde. O estopim da indefinição quanto aos números se deu quando houve acerto por 220 mil reais mensais, além dos bônus por produção, porém, quando o valor chegou às mãos de Nobre, ele vetou e mandou reduzir vinte mil reais do montante. Aidar, recém-eleito presidente são-paulino, deu carta branca à sua diretoria para definir rapidamente a contratação. O clube do Morumbi ofereceu 4,5 milhões de euros ao Benfica, dono dos direitos do jogador, e acertou os salários com ele, que receberia em torno de 350 mil reais por mês. Em 27 de abril, Kardec encerrou oficialmente sua passagem pelo Palmeiras, ao rescindir seu contrato de empréstimo com o clube, que acabaria em um mês. A notícia foi confirmada no dia seguinte por Paulo Nobre.
Após o término da negociação, a ida de Kardec para o Tricolor fez o clima de ambas as diretorias esquentar. Primeiro, foi a vez de Nobre atacar o São Paulo, alegando que o rival "entrou na negociação de uma maneira antiética". Depois disso, veio a resposta de Aidar, que classificou a declaração de Nobre como "patética", completando que isso "demonstra o atual tamanho da Sociedade Esportiva Palmeiras, estando ano após ano se apequenando com manifestações desta natureza". O episódio, por sua vez, levou os dois presidentes a romper relações, como, mais tarde, no mesmo dia, declararia, numa tréplica, o mandatário palmeirense.
Kardec, por sua vez, não pôde atuar pelo novo clube na Copa do Brasil, pois estivera em campo pelo Palmeiras na estreia da competição, diante do Vilhena, de Rondônia (vitória paulista por 1–0), e, segundo o regulamento, se atuasse em pelo menos uma partida por um determinado clube, o atleta não poderia trocar de agremiação no mesmo ano e por esta jogar na mesma competição. Fez seu primeiro gol pelo São Paulo logo em sua estreia, diante do Bahia, em jogo válido pelo Campeonato Brasileiro.
Em 17 de agosto, ao marcar o gol da vitória tricolor sobre o Palmeiras, entrou para a história, sendo o primeiro futebolista a fazer gols em todos os quatro grandes paulistas num mesmo ano jogando pelos grandes.
| “ | "Fico feliz porque joguei os quatro clássicos (paulistas) e marquei em todos eles. Fico feliz também porque é um fato que, daqui a trinta anos, as pessoas vão se lembrar." | ” |

O ano de 2014 foi o melhor de Kardec no São Paulo, com o atacante marcando muitos gols e fazendo parte do quarteto mágico que foi vice-campeão brasileiro, ao lado de Kaká, Alexandre Pato e Paulo Henrique Ganso. Já em 2015, o atacante teve um ano difícil. Marcado por lesões, o jogador ficou 93 dias sem marcar um gol com a camisa tricolor.

### Chongqing Lifan
No dia 19 de julho de 2016, acertou sua ida para o Chongqing Lifan, da China.
Em 2020, o atacante deixou a sua marca na vitória de 2–0 do Chongqing Lifan sobre o Shanghai Shenhua. Com o gol marcado, chegou a 56 gols em 106 partidas, tornando-se assim o maior artilheiro da história do clube chinês.

### Shenzhen
Kardec atuou pelo Shenzhen na temporada de 2021 e teve bom desempenho; disputou 19 partidas e marcou 12 gols.

### Atlético Mineiro
Em 24 de junho de 2022, foi anunciada a contratação do atacante pelo Atlético Mineiro. Estreou pelo Galo no dia 21 de julho, contra o Cuiabá, em jogo válido pelo Campeonato Brasileiro. Inicialmente reserva, o centroavante foi acionado pelo técnico Antonio Mohamed e entrou aos 31 minutos do segundo tempo, no lugar de Fábio Gomes. Kardec abriu o placar nos acréscimos, após ter recebido assistência de Guilherme Arana, mas o Atlético acabou sofrendo o empate e a partida terminou 1–1.
Ao final da temporada 2024, Alan Kardec encerrou sua passagem pelo Galo. No clube mineiro desde 2022, o atacante somou apenas quatro gols em 53 partidas, ficando abaixo das expectativas. No total em 2024, o jogador atuou em apenas 25 jogos, a maioria saindo do banco.

### Athletico Paranaense
Foi anunciado como reforço do Athletico Paranaense no dia 14 de janeiro de 2025, assinando contrato até o fim do ano.

## Seleção Nacional

### Sub-20
Alan Kardec participou da campanha da Seleção Brasileira Sub-20 que conquistou o Campeonato Sul-Americano de 2009. Mesmo sendo reserva, provou-se bastante eficaz, marcando gols decisivos.
Novamente convocado, vestiu a camisa 9 da mesma seleção Sub-20 que disputou o mundial da categoria, sendo goleador da equipe com quatro gols. A Seleção Brasileira acabou como vice-campeã, após disputa por pênaltis contra Gana.

### Principal
Em 13 maio de 2014, depois da melhor fase da sua carreira, atuando no Palmeiras (dez gols em dezessete jogos, um aproveitamento de 58,8%), Kardec acabou pré-convocado, junto com outros seis atletas, para a Copa do Mundo FIFA. Portanto, se um dos 23 atletas da lista principal não pudesse comparecer à competição, Kardec ficaria de prontidão, podendo ser chamado em definitivo pelo técnico Luiz Felipe Scolari. Entretanto, não foi necessária sua convocação para a Copa do Mundo.

## Estatísticas
Atualizadas até 11 de agosto de 2022
| Clube                | Temporada         | Liga  | Liga | Copa  | Copa | Continental | Continental | Outros | Outros | Total | Total |
| Clube                | Temporada         | Jogos | Gols | Jogos | Gols | Jogos       | Gols        | Jogos  | Gols   | Jogos | Gols  |
| -------------------- | ----------------- | ----- | ---- | ----- | ---- | ----------- | ----------- | ------ | ------ | ----- | ----- |
| Vasco da Gama        | 2007              | 26    | 8    | 1     | 0    | 5           | 0           | 1      | 1      | 33    | 9     |
| Vasco da Gama        | 2008              | 19    | 2    | 5     | 3    | 2           | 1           | 17     | 6      | 43    | 12    |
| Vasco da Gama        | 2009              | 6     | 0    | 4     | 1    | —           | —           | 4      | 1      | 14    | 2     |
| Vasco da Gama        | Total             | 51    | 10   | 10    | 4    | 7           | 1           | 22     | 8      | 90    | 23    |
| Internacional        | 2009              | 2     | 0    | —     | —    | 0           | 0           | —      | —      | 2     | 0     |
| Benfica              | 2009–10           | 8     | 0    | 0     | 0    | 2           | 1           | 3      | 0      | 13    | 1     |
| Benfica              | 2010–11           | 12    | 3    | 3     | 2    | 7           | 1           | 3      | 0      | 25    | 6     |
| Benfica              | 2012–13           | 3     | 0    | 1     | 0    | 0           | 0           | 2      | 1      | 6     | 1     |
| Benfica              | Total             | 23    | 3    | 4     | 2    | 9           | 2           | 8      | 1      | 44    | 8     |
| Santos               | 2011              | 27    | 2    | —     | —    | —           | —           | 2      | 0      | 29    | 2     |
| Santos               | 2012              | 4     | 0    | —     | —    | 11          | 4           | 20     | 7      | 35    | 11    |
| Santos               | Total             | 31    | 2    | —     | —    | 11          | 4           | 22     | 7      | 64    | 13    |
| Benfica B            | 2012–13           | 9     | 4    | —     | —    | —           | —           | —      | —      | 9     | 4     |
| Palmeiras            | 2013              | 27    | 14   | 2     | 0    | —           | —           | —      | —      | 29    | 14    |
| Palmeiras            | 2014              | 1     | 1    | 1     | 0    | —           | —           | 15     | 9      | 17    | 10    |
| Palmeiras            | Total             | 28    | 15   | 3     | 0    | —           | —           | 15     | 9      | 46    | 24    |
| São Paulo            | 2014              | 27    | 8    | —     | —    | 7           | 2           | —      | —      | 34    | 10    |
| São Paulo            | 2015              | 8     | 4    | 2     | 0    | 3           | 0           | 12     | 7      | 25    | 11    |
| São Paulo            | 2016              | 12    | 3    | 0     | 0    | 11          | 0           | 12     | 1      | 35    | 4     |
| São Paulo            | Total             | 47    | 15   | 2     | 0    | 21          | 2           | 24     | 8      | 94    | 25    |
| Chongqing Lifan      | 2016              | 10    | 7    | —     | —    | —           | —           | —      | —      | 10    | 7     |
| Chongqing Lifan      | 2017              | 27    | 10   | 0     | 0    | —           | —           | —      | —      | 27    | 10    |
| Chongqing Lifan      | 2018              | 28    | 16   | 0     | 0    | —           | —           | —      | —      | 28    | 16    |
| Chongqing Lifan      | 2019              | 26    | 14   | 2     | 1    | —           | —           | —      | —      | 28    | 15    |
| Chongqing Lifan      | 2020              | 15    | 8    | 0     | 0    | —           | —           | —      | —      | 15    | 8     |
| Chongqing Lifan      | Total             | 106   | 55   | 2     | 1    | —           | —           | —      | —      | 108   | 56    |
| Shenzhen             | 2021              | 16    | 11   | 3     | 1    | —           | —           | —      | —      | 19    | 12    |
| Atlético Mineiro     | 2022              | 3     | 1    | —     | —    | 1           | 0           | —      | —      | 4     | 1     |
| Athletico Paranaense | 2025              | 5     | 4    | —     | —    | —           | —           | —      | —      | 5     | 4     |
| Total na carreira    | Total na carreira | 321   | 120  | 24    | 8    | 49          | 9           | 91     | 33     | 485   | 200   |

1. 1 2 3  Jogo(s) de Copa Sul-Americana
2. 1 2 3  Jogo(s) de Campeonato Carioca
3. ↑  Jogo(s) de Liga Europa da UEFA
4. 1 2 3  Jogo(s) de Taça da Liga
5. ↑  Quatro jogos e um gol de Liga dos Campeões da UEFA, três jogos de Liga Europa da UEFA
6. ↑  Jogo(s) de Copa do Mundo de Clubes da FIFA
7. 1 2 3 4  Jogo(s) de Copa Libertadores
8. 1 2 3 4  Jogo(s) de Campeonato Paulista

## Títulos
Vasco da Gama
- Campeonato Brasileiro - Série B: 2009

Benfica
- Taça da Liga: 2009–10
- Primeira Liga: 2009–10

Santos
- Campeonato Paulista: 2012

Palmeiras
- Campeonato Brasileiro - Série B: 2013

Atlético Mineiro
- Campeonato Mineiro: 2023 e 2024

Seleção Brasileira
- Copa Sendai Sub-19: 2008
- Campeonato Sul-Americano Sub-20: 2009

### Prêmios individuais
- Artilheiro do Campeonato Paulista: 2014 (9 gols)
- Melhor atacante do Campeonato Paulista: 2014
- Seleção do Campeonato Paulista: 2014